# Guimond de Moulins
Pour les articles homonymes, voir Moulins.
Guimond de Moulins (en italien : Guidomondo De Molisio, Guidmondo De Molisio ou encore Guimondo De Molisio) est un seigneur normand du XIe siècle, à l'origine de la grande famille italo-normande des De Molisio, qui aurait donné son nom à la région Molise, en Italie méridionale. 

## Biographie
Dans les années 1040 et 1050, sous le règne du duc de Normandie Guillaume le Bâtard, Guimond, qualifié de « marquis » (en bas latin marchio, seigneur d'une marche,, est le seigneur du Castrum Molinis, situé dans l'Ouest du duché de Normandie (région de Mortagne-au-Perche). C'est l'actuel Moulins-la-Marche, situé de nos jours dans le département de l'Orne. 
Les écrivains de l'époque font de Guimond l'un des plus braves capitaines de son temps, mais doté d'un caractère turbulent et violent[réf. obsolète]. 
Peu après 1050, il soutient la révolte du richardide Guillaume d'Arques contre le duc Guillaume de Normandie et livre sa forteresse au roi Henri Ier de France, allié à Guillaume d'Arques, qui y installe une garnison française. Après la reddition de Guillaume d'Arques en 1054, Guimond fut vraisemblablement pardonné par le duc. Selon Guillaume de Poitiers, les conjurés bénéficièrent du pardon ducal, « moyennant une peine légère, voire nulle ». 
Cependant, ses fils seront exclus de l'héritage paternel et le duc Guillaume disposa du château de Moulins en faveur de Guillaume, fils de Gauthier de Falaise, auquel il accorda également la main d'Aubrée, fille de Guimond.

## Famille et descendance
De sa femme Emma, Guimond de Moulins eut au moins 9 enfants : huit fils qui ont à peu près tous émigré en Italie méridionale[réf. nécessaire], et une fille  qui épousera un puissant seigneur normand, Raoul Taisson : 
- Rodulfus (Rodulf, Rodolphe, Raoul), qui aurait accompagné Robert Guiscard en Italie vers 1047. Comte de Bojano vers 1053 ;
- Rodbertus (Robert) ;
- Antonius (Antoine) ;
- Guimundus (Guimond), qui sera excommunié en 1067 par le pape Alexandre II avec deux autres aventuriers normands, Turgis de Rota et Guillaume de Hauteville, après s'être approprié de biens appartenant à l'Église dans la région de Salerne ;
- Hugo (Hugo, Hugues) ;
- Alannus (Alan, Alain) ;
- Guillelmus (Guillaume) ;
- Toresgaudus (Thorgot, Torgot, Turgot) ;
- Alberada (Aubrée) : mariée à Raoul Taisson[7], l'un des chefs de la révolte baronniale précédant la bataille du Val-ès-Dunes de 1047 (mais qui se rallia in extremis au jeune duc Guillaume de Normandie) ; puis selon Ordéric Vital, une fois veuve et avec un fils encore mineur, donnée en mariage par le duc à un certain Guillaume fils de Gauthier de Falaise, l'oncle maternel du duc de Normandie.